# Família Axuco

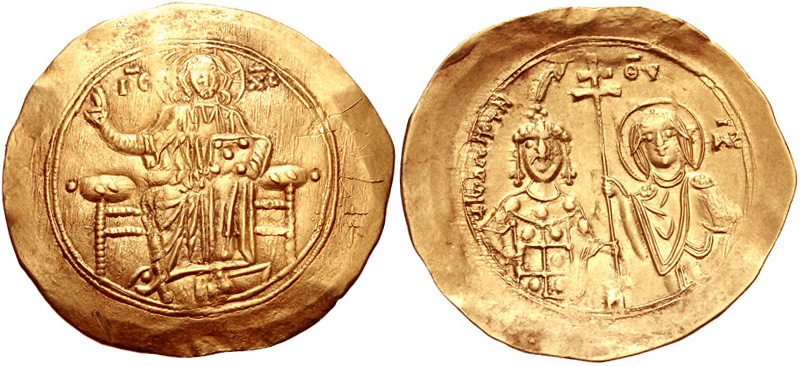
Hipérpiro escifato de r.

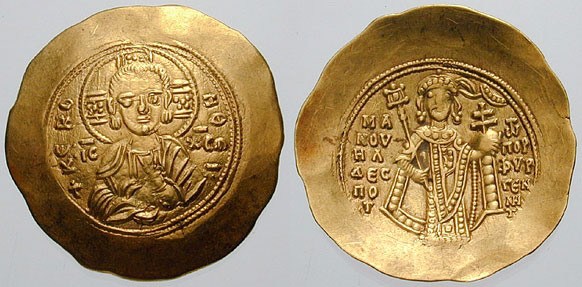
Hipérpiro escifato de r.

Axuco (em grego: Ἀξούχ ou Ἀξοῦχος; romaniz.: Axoúch ou Axouchos; em latim: Axuchus) foi uma família cortesã do Império Bizantino que esteve ativa durante o reinado das dinastia comnena e ângela. Seu fundador foi João Axuco, um turco capturado ainda jovem pelos cruzados durante o Cerco de Niceia de 1097 e entregue ao imperador Aleixo I Comneno (r. 1081–1118) como presente. Em Constantinopla, foi incorporado ao séquito imperial e tornar-se-ia amigo e confidente do futuro João II (r. 1118–1143). Em 1118, foi nomeado sebasto e grande doméstico ou doméstico do Oriente e Ocidente. João se faria conhecido por sua participação ativa nas campanhas militares de João II nas décadas subsequentes e por seu envolvimento na ascensão de Manuel I (r. 1143–1180) após a morte do pai dele em 1143.
João faleceu ca. 1050, mas deixou descendência. Sua filha Eudóxia casar-se-ia com Estêvão Comneno, sobrinho-neto de Aleixo I, enquanto seu filho Aleixo casar-se-ia com Maria Comnena, a filha do filho mais velho e coimperador de João II, Aleixo (m. 1142). Aleixo Axuco foi feito protoestrator, o segundo-em-comando do exército bizantino, e esteve ativo em várias operações militares relevantes do reinado de Manuel I, porém em 1167 foi acusado de traição e forçado a entrar num mosteiro. Ele teve dois filhos, um dos quais, João Comneno, o Gordo, liderou uma revolta fracassada contra o imperador Aleixo III Ângelo (r. 1195–1203) em julho de 1201, e foi morte durante a mesma. João é tido como um dos possíveis pais de Teodora Axucina, esposa do imperador Aleixo I de Trebizonda (r. 1204–1222), mas a identificação é conjectural: o nome "Axucina" seria atribuído a ela porque seu filho mais velho, João I (r. 1235–1238), o tinha. Não se sabe o nome da esposa de João.
Foi sugerido que a família Axuco, dada suas origens turcas, formaram uma facção pró-seljúcida na corte bizantina, em oposição ao grupo pró-ocidental (latino). Devido a interpenetração das elites nas cortes bizantina e seljúcida, alguns notáveis bizantinos desertaram para os seljúcidas (incluindo o sobrinho do imperador João II) e canais diplomáticos estiveram sempre disponíveis mesmo durante períodos de guerra aberta.